# وینسنت کورلئونه
وینسنت سانتینو کورلئونه (به انگلیسی: Vincent Santino Corleone) (نام کوچک مانچینی)، یک شخصیت داستانی در فیلم سینمایی پدرخوانده: قسمت سوم در سال ۱۹۹۰ است. نقش وینسنت اندی گارسیا به تصویر کشیده شده‌است، که برای بازی در این نقش نامزد جایزه اسکار شد. وینسنت پسر خوانده سانی کورلئونه و معشوقه اش لوسی مانچینی است. وی سرانجام جانشین عمویش مایکل به عنوان رئیس خانواده کورلئونه می‌شود.
کوپولا گفته‌است که وینسنت ادغام گرفته از پنج مرد خانواده کورلئونه است، دارای حیله‌گری ویتو، بی مهری مایکل، آسیب‌پذیری فردو، اخلاق سانی و شجاعت تام هاگن.